# Kishan Shrikanth

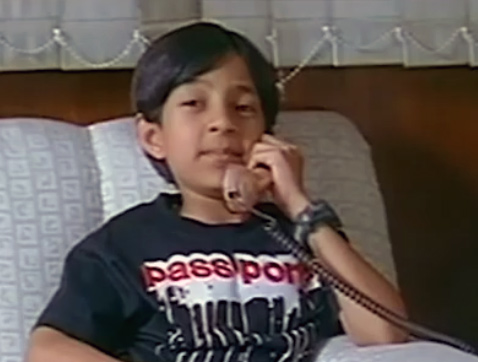
Kishan Shrikanth

Kishan Shrikanth, (Kishan eller Master Kishan), född 6 januari 1996 är en kannadaspråkig, indisk skådespelare och regissör.
Han har, i januari 2006,  medverkat i 24 filmer och en populär indisk såpopera, och håller på att regissera en spelfilm. C/o Footpath (Care of Footpath), om en föräldralös pojke som vill gå i skolan. Han spelar själv huvudrollen och bland de övrige medverkande finns Jackie Shroff, Saurabh Shukla och Thaara. Kishan kommer, med största sannolikhet, bli den yngste kommersiella spelfilmsregissören.  